# Undertaker (komiks)
Undertaker – francuska seria komiksowa autorstwa scenarzysty Xaviera Dorisona i rysownika Ralpha Meyera, ukazująca się od 2015 nakładem wydawnictwa Dargaud. Po polsku publikuje ją wydawnictwo Taurus Media.

## Fabuła
Akcja serii utrzymana jest w konwencji westernu i toczy się na Dzikim Zachodzie w XIX wieku. Główny bohater, Jonas Crow, to grabarz (po angielsku: undertaker, skąd tytuł serii). Od kontaktu z ludźmi woli towarzystwo oswojonego sępa. Pewnego dnia otrzymuje zlecenie przygotowania do pogrzebu ciała właściciela kopalni. Gdy przybywa do jego domu, okazuje się, że milioner żyje, ale przewiduje swoją śmierć, gdyż na jego majątek czyha grupa osób

## Tomy
| Tom | Tytuł i rok wydania polskiego | Tytuł i rok wydania angielskiego |
| --- | ----------------------------- | -------------------------------- |
| 1   | Pożeracz złota (2015)         | Le Mangeur d'or (2015)           |
| 2   | Taniec sępów (2015)           | La Danse des vautours (2015)     |
| 3   | Ogr z Sutter Camp (2017)      | L'Ogre de Sutter Camp (2017)     |
| 4   | Cień Hipokratesa (2017)       | L'Ombre d'Hippocrate (2017)      |
| 5   | Biały Indianin (2021)         | L'Indien Blanc (2019)            |
| 6   | Salvaje (2022)                | Salvaje (2021)                   |
| 7   |                               | Mister Prairie (2023)            |
| 8   |                               | Le Monde selon Oz (2025)         |

## Nagrody
- 2015: Nagroda Prix Saint-Michel za najlepszy rysunek[5];
- 2016: Finalista nagrody Prix de la BD Fnac za tom 1.[6];
- 2016: Nagroda Prix de la BD Fnac Belgique za tom 1.[7]